# JAS 39獅鷲戰鬥機
JAS 39“鹰狮”（瑞典语：JAS 39 Gripen，中文又譯“狮鹫(鷹獅)”）是一款由瑞典紳寶集團研制的輕型第四代戰機，JAS 39具有多功能、高适应性特点，这关键在于先进科技与有效的人机工程相配合。轻巧而结实的結構（有1／4的複合材料），三角翼设计，人工强化与全天候線傳飛控的飞行操纵，包含后燃器的發動機RM12（GEF404），高性能的輕型的雷達及其它系统，都以适于飞行员操作的方式结合在一起。
目前JAS 39已服役於瑞典、捷克、匈牙利、南非、泰國、巴西空軍。

## 概要
JAS 39的JAS縮寫為瑞典語中的Jakt（對空戰鬥）Attack（對地攻撃）Spaning（偵察）的縮寫、由以上文字可見JAS 39為一戰鬥、攻撃、偵察兼具的Multirole Aircraft（多功能戰鬥機）。達成機體的大小被分為輕型戰鬥機、續航距離的妥協、汰換運用上的容易性與高效能低價位的實現。是瑞典空軍用來接替汰換SAAB 37战斗机的戰機。

## 構造

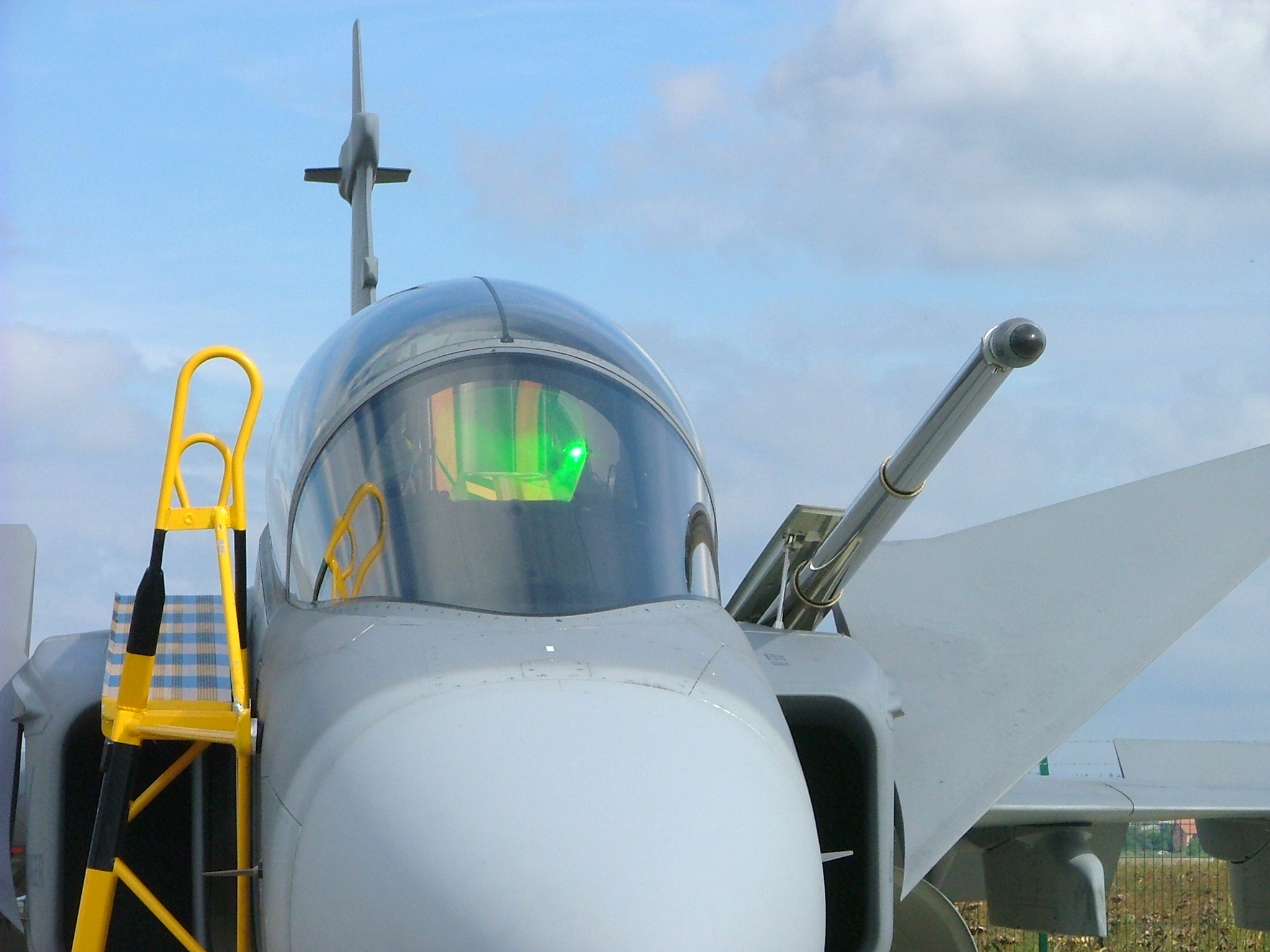
JAS 39C的抬頭顯示器和伸縮空中加油管

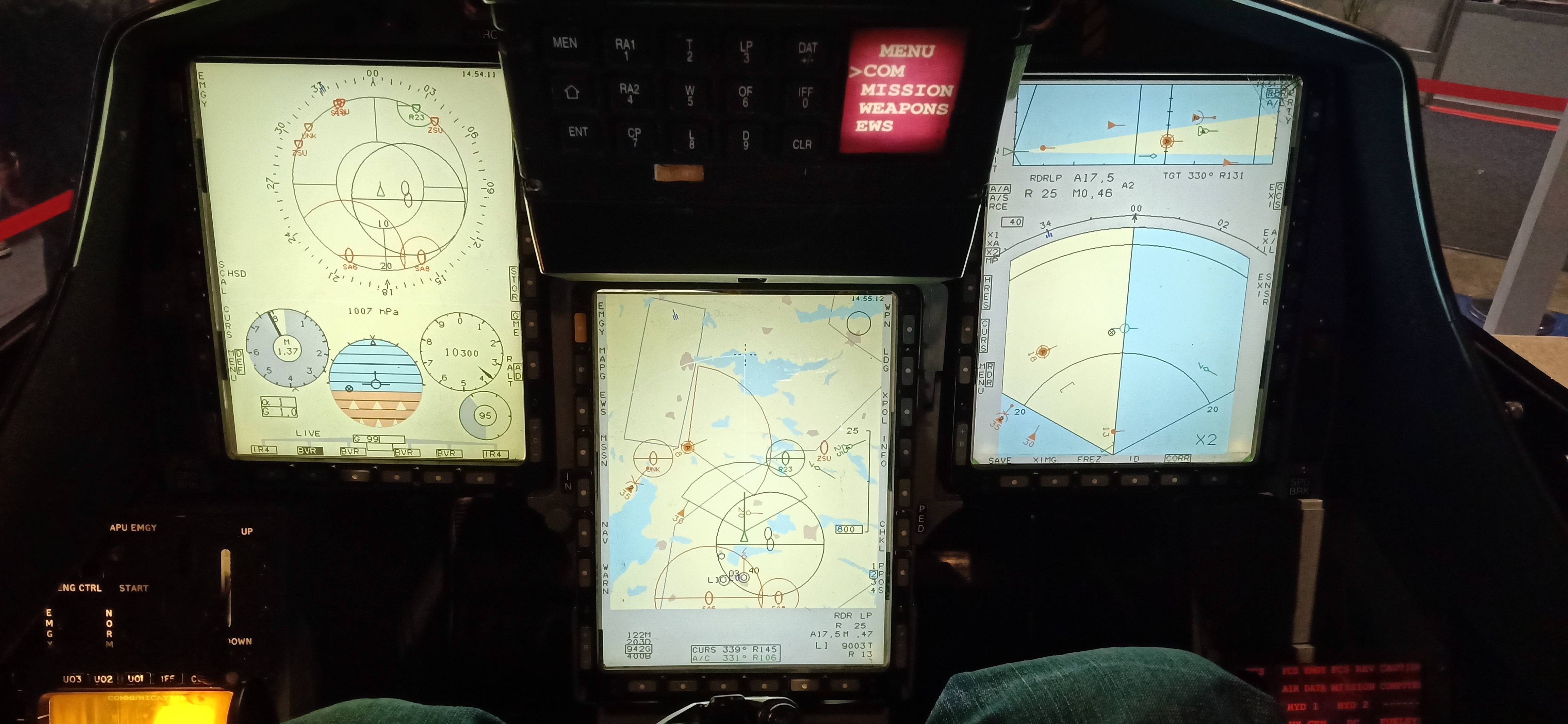
JAS 39C的數位儀表

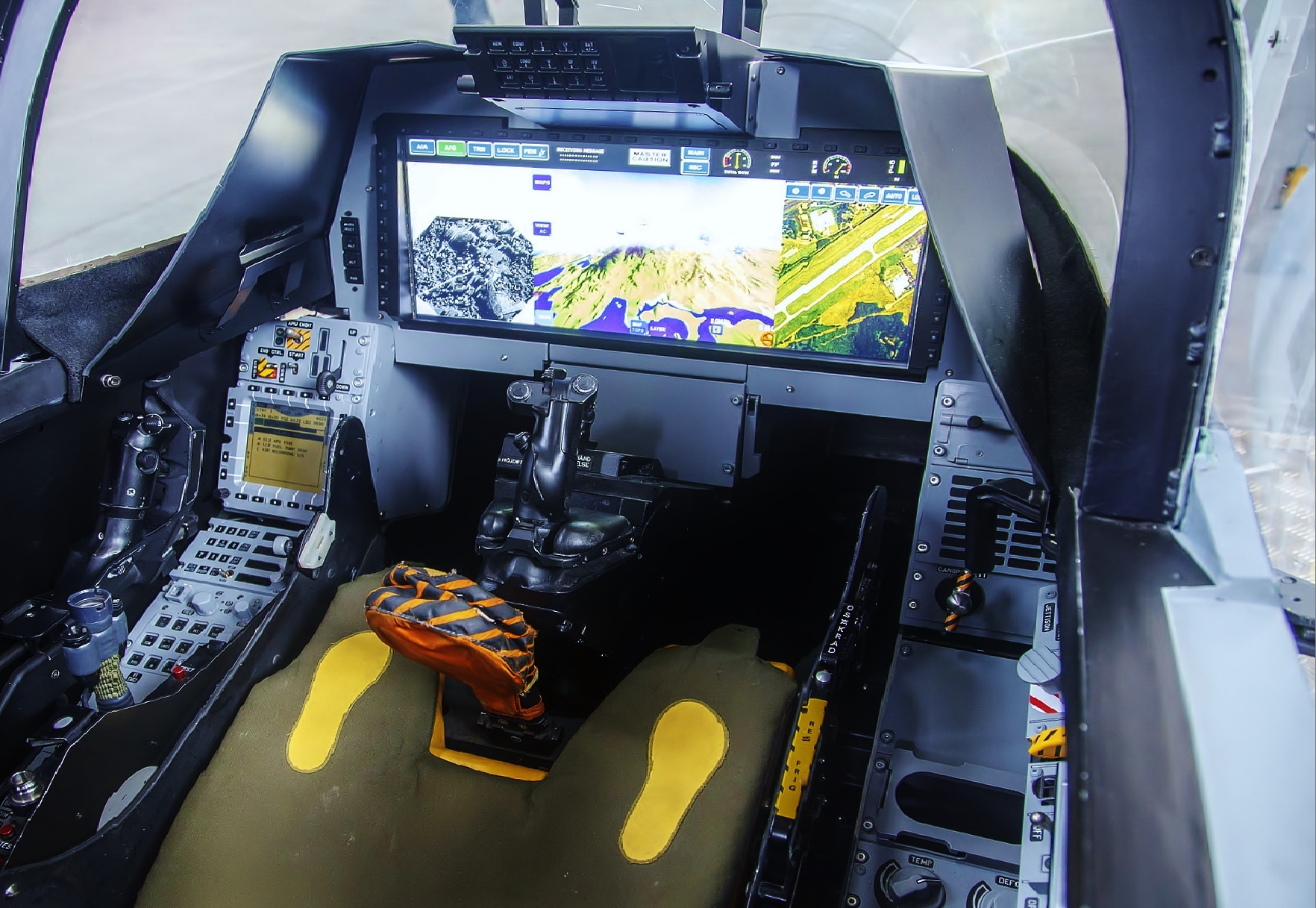
JAS 39NG的駕駛艙

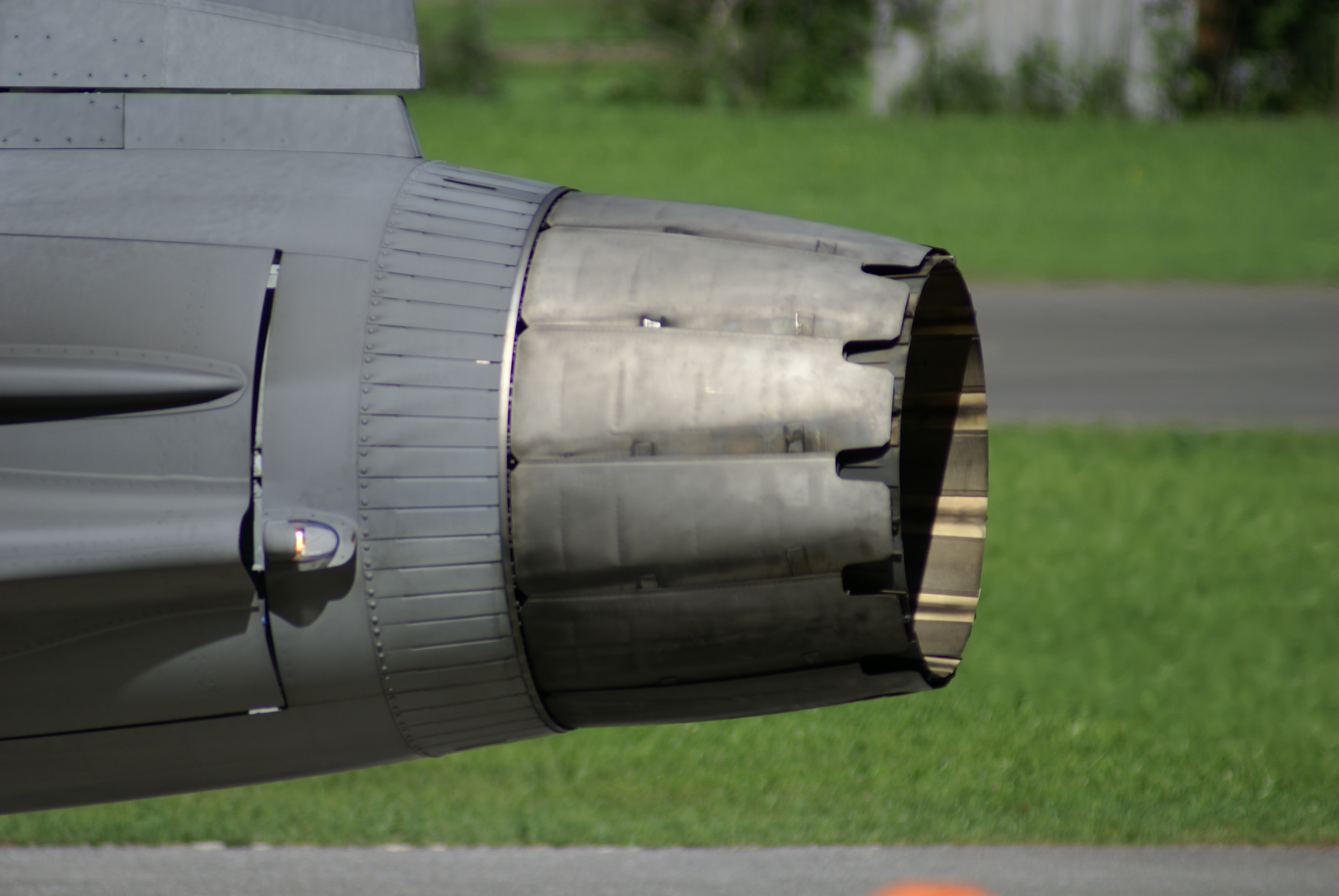
發動機噴口

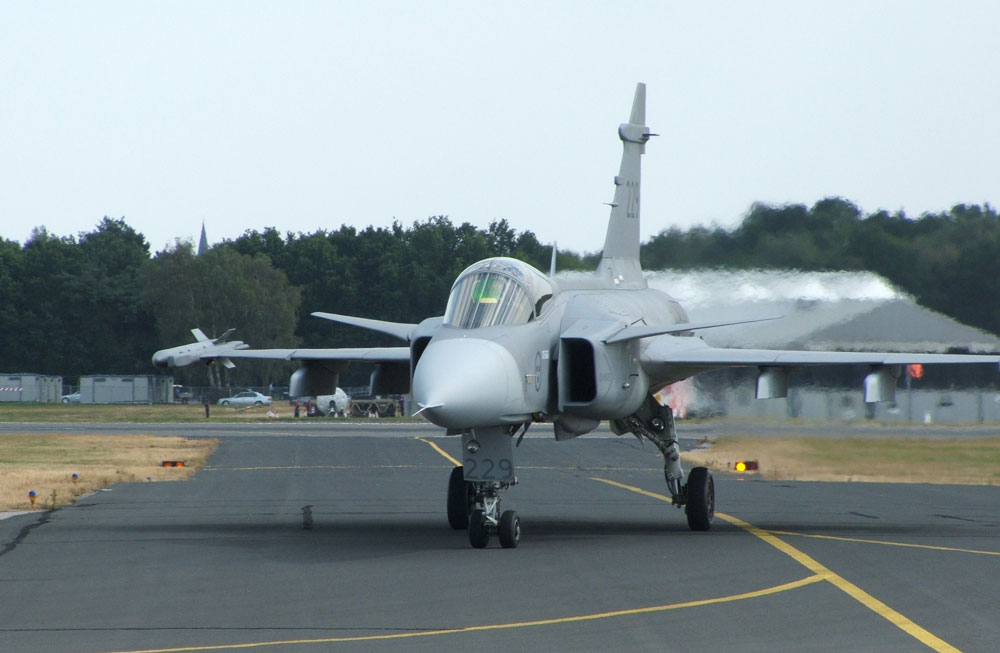
正面圖

JAS 39由鴨型翼（前翼）與三角翼組合而成近距耦合鴨式布局，繼承了SAAB 37战斗机的氣動型式，結構上廣泛採用複合材料，主翼爲切尖三角翼帶前緣襟翼和前緣鋸齒，全動前翼位於矩形進氣道的兩側，無水平尾翼。機翼和前翼的前緣後掠角分別爲45°和43°。該機能在所有高度上實現超音速飛行，並在短場起降上取得最大的效率。
可收放前三點式的主起落架爲單輪式，向前收入機艙；可轉向前起落架爲雙輪式，向後收入機身下部。機輪和輪胎有碳圓盤刹車及防滑裝置。採用帶有覆面層隔板的楔形進氣道。機身內裝自封式主油箱和集油油箱，採用燃油綜合管理系統控制。
JAS 39採用座椅向後傾斜28°，類似美製F-16，使駕駛員可承受更大G力。水滴狀座艙蓋及單片式曲面風擋玻璃。主要機載設備有PS-50/A多功能脈衝都卜勒雷達，具有目標搜索／截獲和地面檢視／攻擊能力。D80中央電腦系統，3條STD1553B數據匯流排，雷射慣性導航系統和雷達高度表，EP17座艙電子顯示系統，以及先進的電子反制系統等。EP17包括一台衍射光學抬頭顯示器、三台儀錶顯示器、一台FD5040錄像錄影機，以及少量備用常規儀錶組成。
PS-05/A多工模式脈衝都卜勒雷達和前視紅外線設備莢艙組成了JAS 39的偵測系統。紅外線前視外掛莢艙掛在發動機右側進氣道下方，夜間和執行偵察任務時，通過駕駛艙右側地面顯示器上顯示目標熱視圖像。空戰時，探測系統負責目標搜索，在遠距離內跟踪數個目標，在近距離內廣角快速掃瞄及鎖定，控制飛彈和機炮射擊。對地攻擊時，該系統探測海面及地面上的目標，繪製高分辨率地圖，控制飛彈和其它攻擊武器的發射，同時規避障礙和導航。該脈衝都卜勒雷達的功能遠遠超過以往的瑞典戰鬥機雷達，而且體積只有以往型號的60％。 
動力裝置爲一台GE通用電器公司和VOLVO航空發動機公司聯合研製的RM12（F404J）渦輪扇發動機，淨推力爲54KN，後燃器推力爲80.5KN。武器包括內置的1門27毫米“Mauser”自動式機炮。機上共有7個外掛點，翼尖2個可掛AIM-9L“響尾蛇”紅外線追熱空對空飛彈，每個翼下的2個掛架和機身中線上的1個掛架可掛裝短距和中距空對空飛彈，如Rb47、魔術飛彈以及AIM-120等。

## 開發過程
JAS 39作為SAAB 37战斗机的後繼型機種於1980年開發開始，1981年機體的初期提案於翌年得到政府審核通過、試驗機5架與量産型30架的開發契約簽訂。
JAS 39的試驗一號機於1988年12月9日的第一次飛行升空。試驗一號機於1989年2月3日的試驗飛行中因線傳飛控的缺陷導致飛行員導生震盪（PIO¹）發生，著地失敗。試驗一號機嚴重破損，JAS 39A量産型一號機因此轉為試驗使用。在1992年第一次飛行成功後。量産型2號機-實際上的量産初号機於1993年的第一次飛行、爾後機体發生與試驗型一號機相同的線性飛控缺陷於同年8月8日墜落，JAS 39的軟體改進的必要導致生産計畫的大幅延遲。1995年就要編成的第一個飛行隊足足延遲了一年直到1996年才達成。複座型的JAS 39B於1996年第一次飛行升空。

### 年表
- 1980年：開發開始
- 1982年：整體構型確定，瑞典政府下達原型機訂單
- 1988年12月9日：原型機試飛
- 1989年2月3日：1號原型機失控墜毀
- 1993年3月4日：量產型1號機（39-101）試飛
- 1993年：量產型2號機試飛
- 1993年8月18日：量產型2號機墜毀
- 1996年：配發瑞典空軍作戰單位
- 1996年：鷹獅B型試飛

### 特點

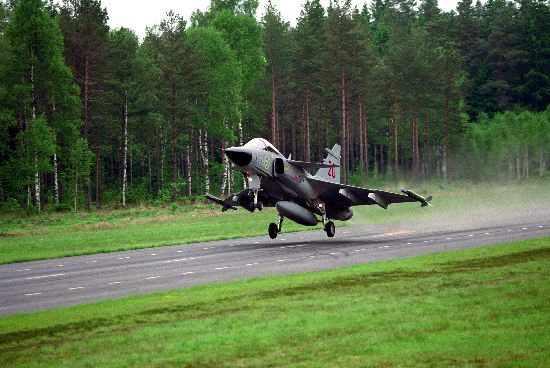
於公路起飛

冷戰期間，雖然瑞典的軍事力量建立在中立政策上，但面臨戰爭時位於北約和華約前線，受到敵方的突襲機會很高。為了減低被突襲所受到的傷害，戰鬥機和機場的分佈採取分散在國土各處的措施，機庫則掩蔽在山洞之中，能夠在一般的高速公路上起飛。而高速公路必須有數公里的直線道可以作為跑道之數量是非常少。因此瑞典空軍的戰鬥機具有短距離起降（STOL）的功能是必要，戰機所需的油、彈等獨立整備作業機庫之掩蔽處也是必備且更要求高度的整備功能。
在獅鷲之前的瑞典戰鬥機，如Saab 37 Viggen，逆向噴射装置（Thrust reversal）的使用使得他升降的跑道長度只需要500公尺就十分足夠，具有良好的STOL性能。但Viggen的重量都在10噸以上，在平常的高速公路上著陸前必須特別補強路面。
另一方面JAS 39，平常時起降必要的跑道距離約700公尺略比維京長。但本身重約6.5噸較為輕量化，高速公路上降落無須特別補強即可使用，因此可以使用的場所選擇非常多。

## 發展型

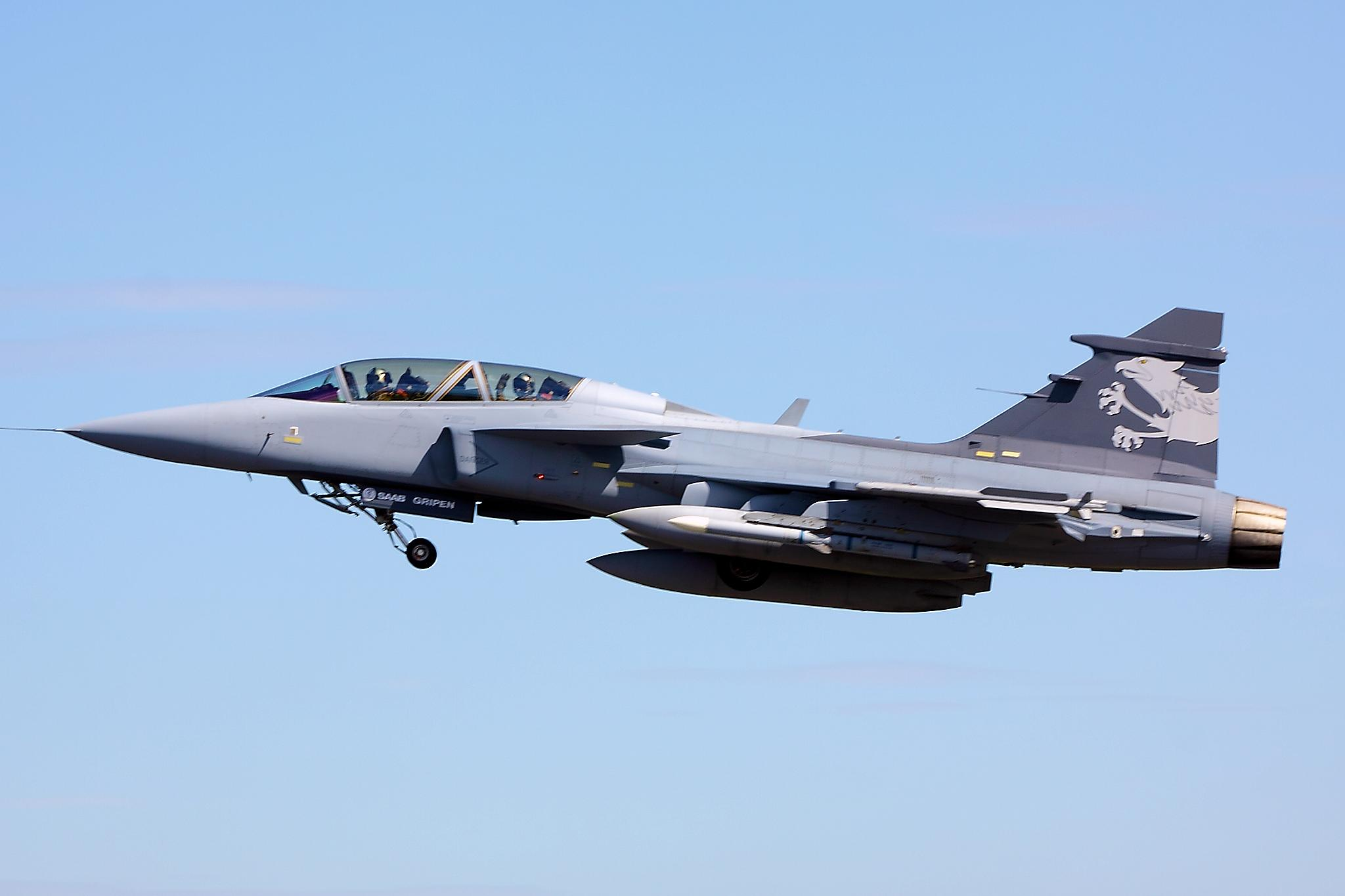
紳寶JAS 39B「獅鷲」

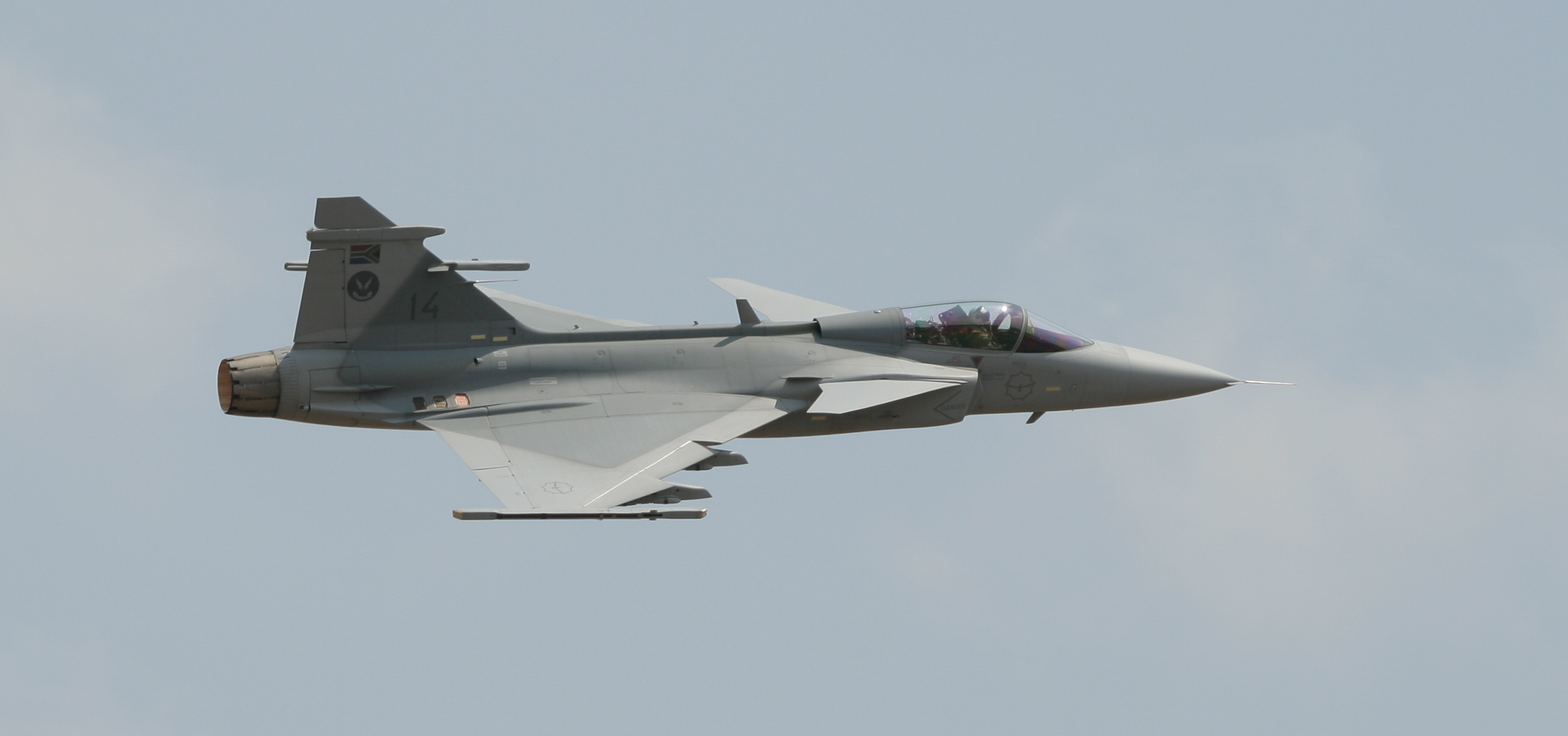
南非空軍的JAS 39C

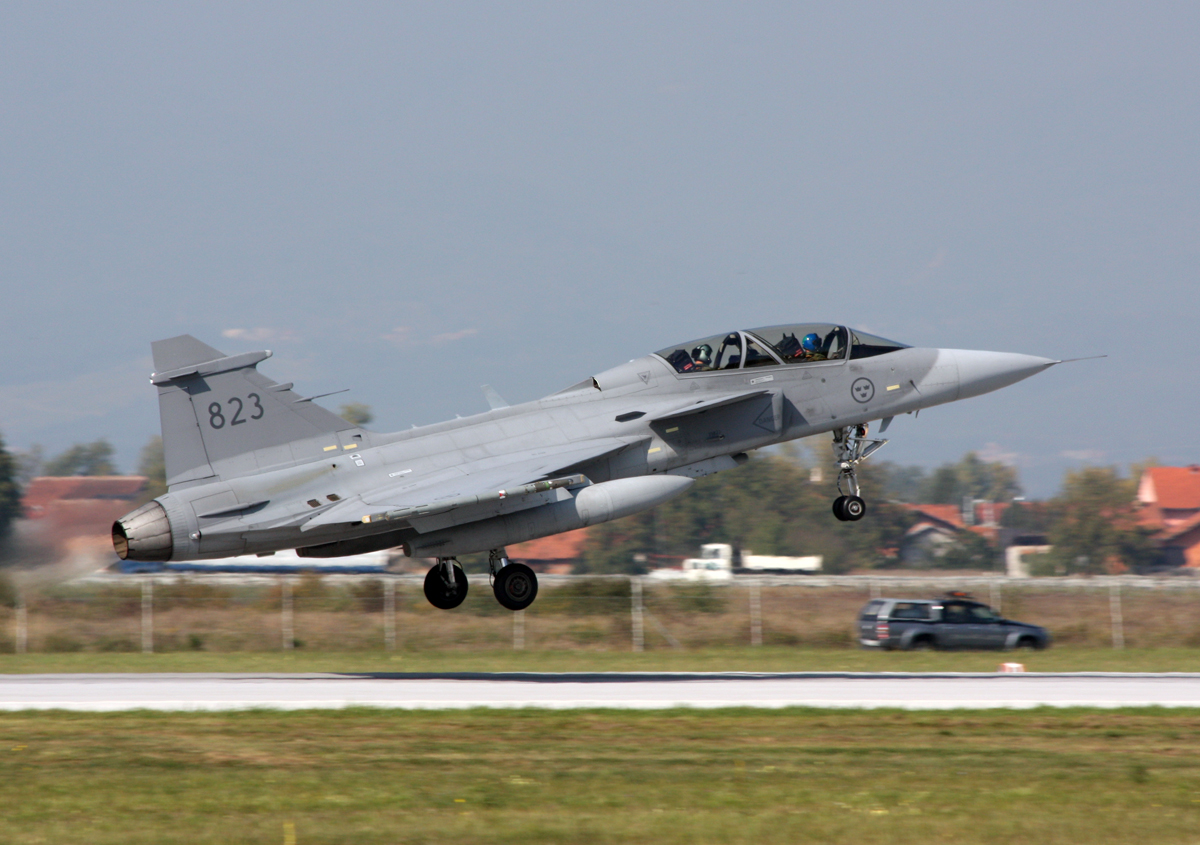
瑞典空軍的JAS 39D

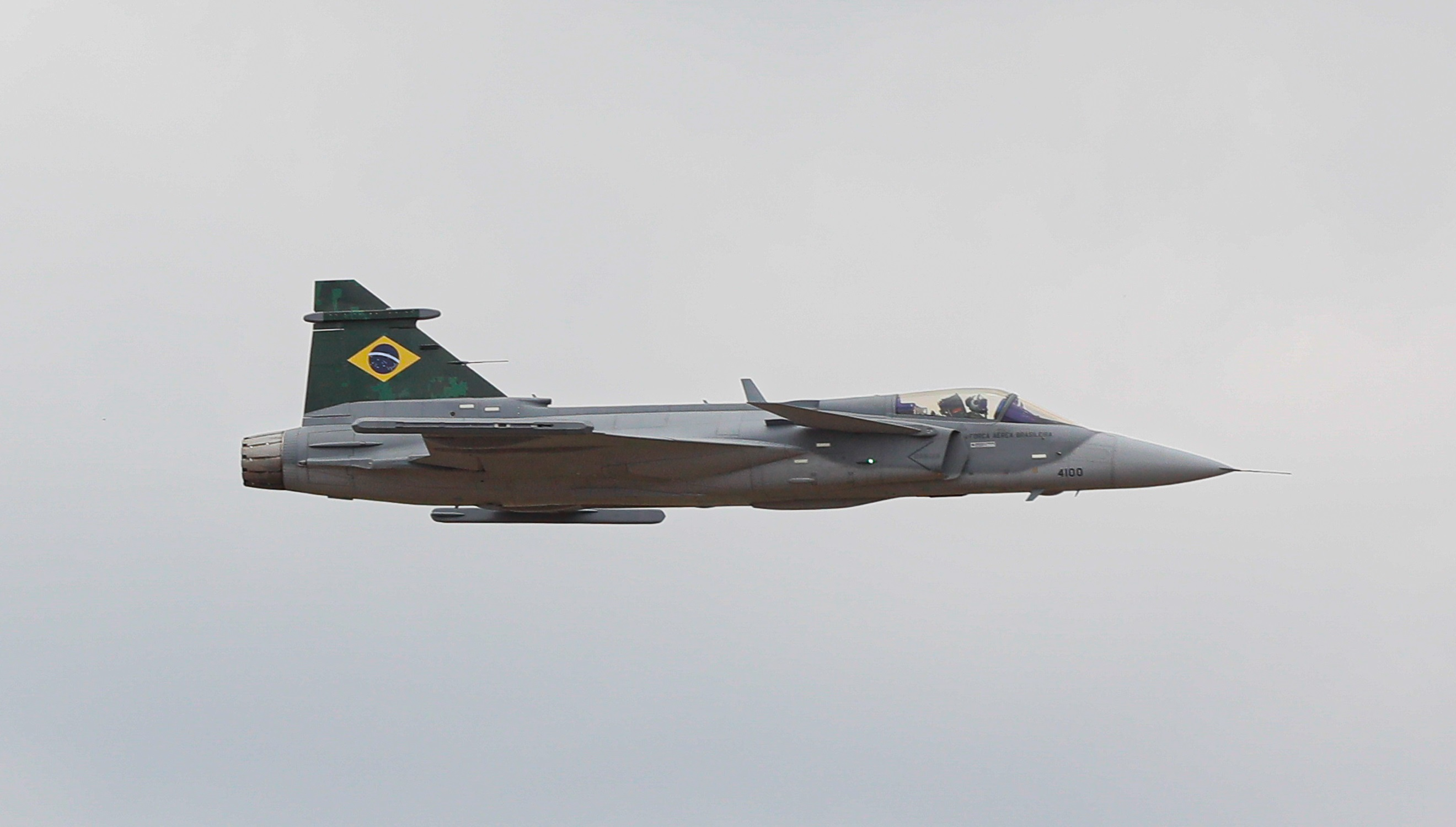
巴西空軍首架F-39E飛越首都巴西利亞

- JAS 39 C/D：JAS 39為當初瑞典國內專用作為考量而建造。但是90年代後期瑞典與英國航太合作進行JAS 39的外銷，將原先的JAS 39進行了整體強化，包括航電、機身結構、引擎皆進行更新；與原本構型外在最大差別為增加了軟管給油方式的空中加油裝置。除外銷客戶外瑞典空軍也在使用者之列。

- JAS 39 Demo：作為JAS 39C/D改良型JAS 39NG的先行實驗機，於2008年4月23日出廠，並於同年5月27日首飛成功。換裝F-414G發動機、相位陣列雷達，重新設計起落架，令載油量上升40%，同時機腹派龍增加到2個。於2009年1月21日，JAS 39 Demo首次進行1.2馬赫的超音速巡航。

- JAS 39E/F：原稱JAS 39NG，換裝F-414G發動機，後燃推力22,000 lbf，Ericsson PS-05/A MK5主動相位陣列雷達[3]，提升航程／載油量，航電座艙現代化，採用一具大尺寸觸控彩色LCD，客戶可選購BAE Systems頭盔顯示器來取代HUD。整體航電設備與F-16E/F相當。[4]

- F-39：巴西版JAS 39E/F。

## 使用國

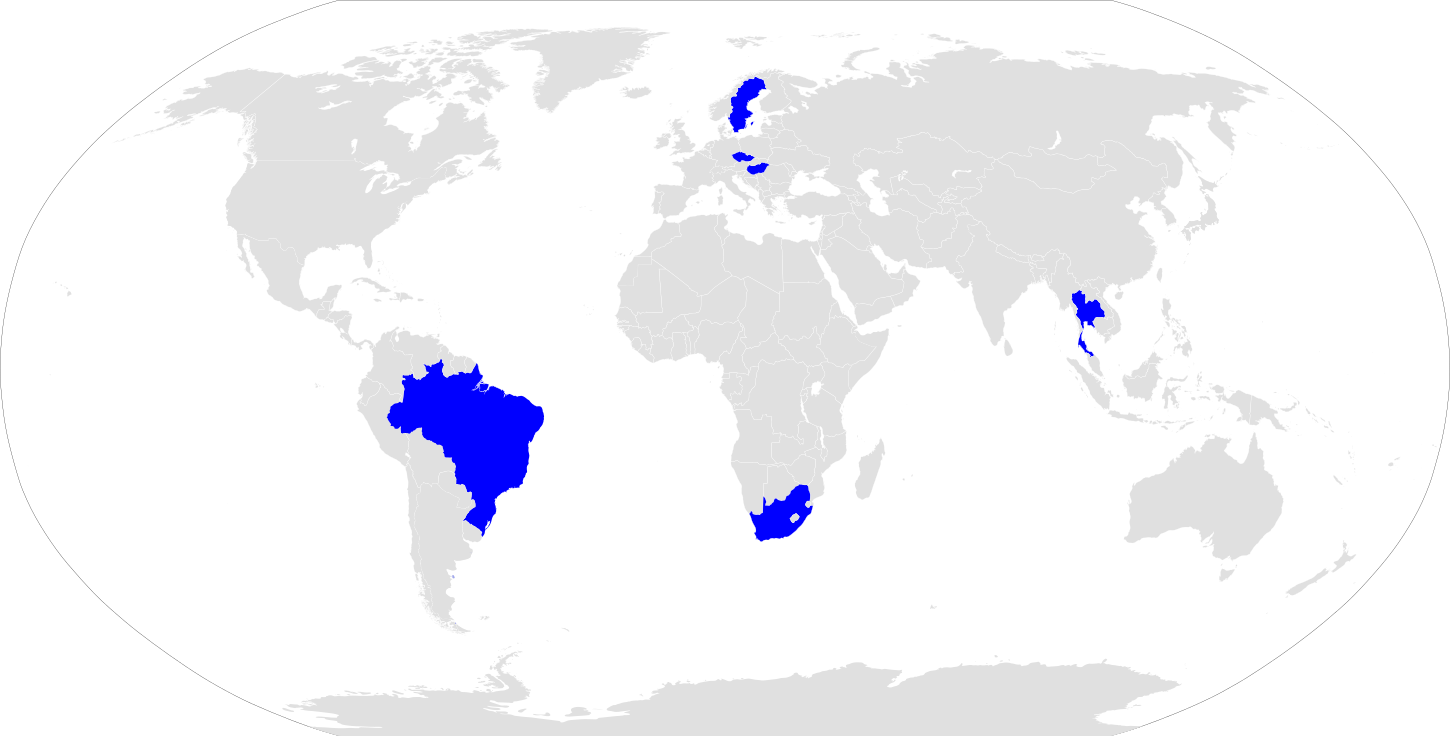
使用國

### 現役
- 瑞典空軍[5]：訂購204架，內含28架雙座機。其中的28架（包含4架雙座機）將租賃給捷克空軍和匈牙利空軍。其餘的飛機仍分批運交中(60架)，已服役的94架JAS 39C/D將分批升級成E/F。
- 捷克空軍[5]：租賃14架[6]（12架單座型，2架雙座型），2005年8月完成交機，將被24架F-35A取代。
- 匈牙利空軍[5]：租賃18架[7]。
- 南非空軍[5]：採購28架（17架單座型，9架雙座機)，用於汰換美洲豹C/D戰鬥機，2016年完成交付。
- 泰國皇家空軍[5]：截至2016年止共採購12架JAS 39戰機（8架單座JAS 39C、4架雙座JAS 39D），其中1架於2017年墜毀；2025財政年編列約5.6億美元（約180.4億新台幣）預算，再採購4架JAS 39 E/F戰機[8]。
- 巴西空軍：巴西在2014年10月首次訂購了價值47億美元（近新台幣1446億）元的36架JAS 39NG（F-39），包括28架單座和8架雙座機。2022年4月又訂購了4架補充批次的飛機。已經訂購的40架飛機中的最後15架以及未來將訂購的飛機將在當地組裝，包括一定比例的零件、部件在國內生產[9]。到巴西政府2023年決議再繼續添購新的「獅鷲」戰機，使其機隊數量再擴大至74架[10]。

### 潛在客戶/過去投標紀錄
- 哥伦比亚：2025年4月，哥倫比亞總統表示已經選擇SAAB的JAS 39來取代哥倫比亞空軍老化的以色列幼獅戰鬥機機隊。
- 秘魯：秘魯空軍正計畫購買新戰機取代老化的MiG-29以及幻象2000。2025年4月瑞典國會批准向秘魯出售12架JAS 39E/F。
- 菲律賓：菲律宾和瑞典签署了《关于采购国防材料和设备的执行安排》，它为菲律宾采购瑞典制造的国防设备提供了政府框架，以支持马尼拉为菲律賓空軍（PAF）采购瑞典多用途战斗机（MRF）计划[11]。
- 瑞士空軍：2011年11月，瑞士宣佈訂購22架JAS 39E/F，單價1.48億美元（包含研製費用分攤以及零部件、訓練和修護等費用）。但在2014年5月18日的瑞士公投中，約百分之五十三點四的瑞士公民反對瑞士購買新型戰機計劃，因此该計劃遭否決。及後，瑞士政府於2022年9月，決定採購36架F-35A[12]。
- 加拿大皇家空軍：2017年12月，加拿大宣佈為採購88架新款戰機進行招標[13]，入圍的機種包括F/A-18E/F、F-35A及JAS 39E。然而，當局於2022年3月決定向美國政府申購F-35A[14]，而JAS 39E則告落標。
- 烏克蘭空軍：美國網媒「The Drive」軍武新聞平台「戰區」（The War Zone）2023年6月16日報導，瑞典政府發布新聞稿表示，針對烏克蘭的第12波軍援價值共2.5億瑞典克朗（約7.1億元新台幣），其中包含訓練烏空軍操作JAS 39與其他軍援武器的後勤支援。[5]然而，因應歐美各國向烏軍提供二手F-16戰隼戰鬥機，瑞典於2024年5月尾宣佈暫停商討轉讓JAS 39的計劃[15][16]。

## 技術規格（Gripen NG）
資料來源：Technical brochure, Gripen NG, English

### 一般規格
- 乘員：1－2名
- 長度：15.2米
- 翼展：8.6米
- 空重：7,000公斤
- 內部燃油量：3,400公斤
- 最大起飛重量：16,500公斤
- 引擎：1具通用电气F414G渦輪扇發動機

- 軍用推力：57.8KN
- 加後燃推力：97.9KN

### 性能
- 最高速度：2馬赫
- 巡航速度：0.95馬赫[2]
- 航程：4,000公里
- 作戰半徑：926公里（500海里）
- 極限：+9G/-3G
- 推重比：0.9:1

### 武器
- 固定武装：1門27公釐毛瑟BK-27單管機砲
- 掛載點：10個，其中有3個是2,000磅掛載點

### 飛彈
- 內容只列出部份

- 空对空导弹：

- AIM-9響尾蛇飛彈
- IRIS-T空對空飛彈
- AIM-120先進中程空對空飛彈
- 天閃空對空飛彈
- 雲母飛彈
- 流星飛彈

- 空对地导弹：

- AGM-65小牛飛彈
- 金牛座飛彈
- KEPD350距外攻陸武器
- AGM-154聯合戰區外武器

- 反艦飛彈：

- RBS-15飛彈

## 類似機種
- F-CK-1戰鬥機
- 梟龍戰鬥機
- 光輝戰鬥機
- 幻象2000戰鬥機
- F-16戰隼戰鬥機
- FA-50战斗攻击机

## 外部連結
- 官方网站
- . Czech Armed Forces.   [2013-12-21]. （原始内容存档于2016-03-22）.
- 中的“JAS-39 Gripen”